# Harem (album)
Harem è l'ottavo album in studio della cantante britannica Sarah Brightman, pubblicato nel 2003.

## Tracce
1. Harem – 5:45
2. What a Wonderful World – 3:40
3. It's a Beautiful Day – 3:56
4. What You Never Know – 3:24
5. The Journey Home – 4:56
6. Free – 3:45
7. Mysterious Days (feat. Ofra Haza) – 5:17
8. The War Is Over (feat. Kadim Al Sahir & Nigel Kennedy) – 5:15
9. Misere Mei – 0:54
10. Beautiful – 4:35
11. Arabian Nights (feat. Natacha Atlas) – 8:50
12. Stranger in Paradise – 4:27
13. Until the End of Time – 4:32